# Communauté rurale de Mbam
La communauté rurale de Mbam est une communauté rurale du Sénégal située à l'ouest du pays. 
Créée en 2011 par scission d'avec la communauté rurale de Djilor, elle fait partie de l'arrondissement de Djilor, du département de Foundiougne et de la région de Fatick.
Son chef-lieu est le village centre de Mbam.
La CR est composée des villages suivants : 
Mbam est un village très peuplé. 
Il comprend tout les religion confondu à savoir l'islam le Christianisme et le ceddoisme 
1. Bambou
2. Gagué-Bocar
3. Gagué-Mody
4. Keur Samba Wané
5. Mbam (Sénégal)
6. Mbassis
7. Ndolette
8. Ndorong-Log
9. Sapp
10. Thiaré